# مت والش (کمدین)
مت والش (انگلیسی: Matt Walsh؛ زادهٔ ۱۳ اکتبر ۱۹۶۴) یک هنرپیشه، فیلم‌نامه‌نویس، و کارگردان اهل ایالات متحده آمریکا است. وی از سال ۱۹۹۶ میلادی تاکنون مشغول فعالیت بوده‌است.
از فیلم‌ها یا برنامه‌های تلویزیونی که وی در آن نقش داشته‌است می‌توان به برادرخوانده، نیمه حرفه‌ای، اجناس، جو وحشی، نیمه خوب، شما مردم، رفتار بی‌‌فایده و احمقانه و موعد مقرر اشاره کرد.